# Värmlands Säby (naturreservat)
Värmlands Säby är ett naturreservat i Kristinehamns kommun i Värmlands län.
Området är naturskyddat sedan 2000 och är 30 hektar stort. Reservatet omfattar östra sidan av ett näs söder om Värmlands Säby intill en vik av östra Vänern. Reservatet består av ädellövskogar, hagmarker, lövsumpskogar, torrängar och strandängar.  